# Nothobranchius ugandensis
Nothobranchius ugandensis là một loài cá thuộc họ Aplocheilidae. Nó được tìm thấy ở Kenya và Uganda. Môi trường sống tự nhiên của chúng là intermittent freshwater đầm lầy.